# Tàu chiến tiến công nhanh

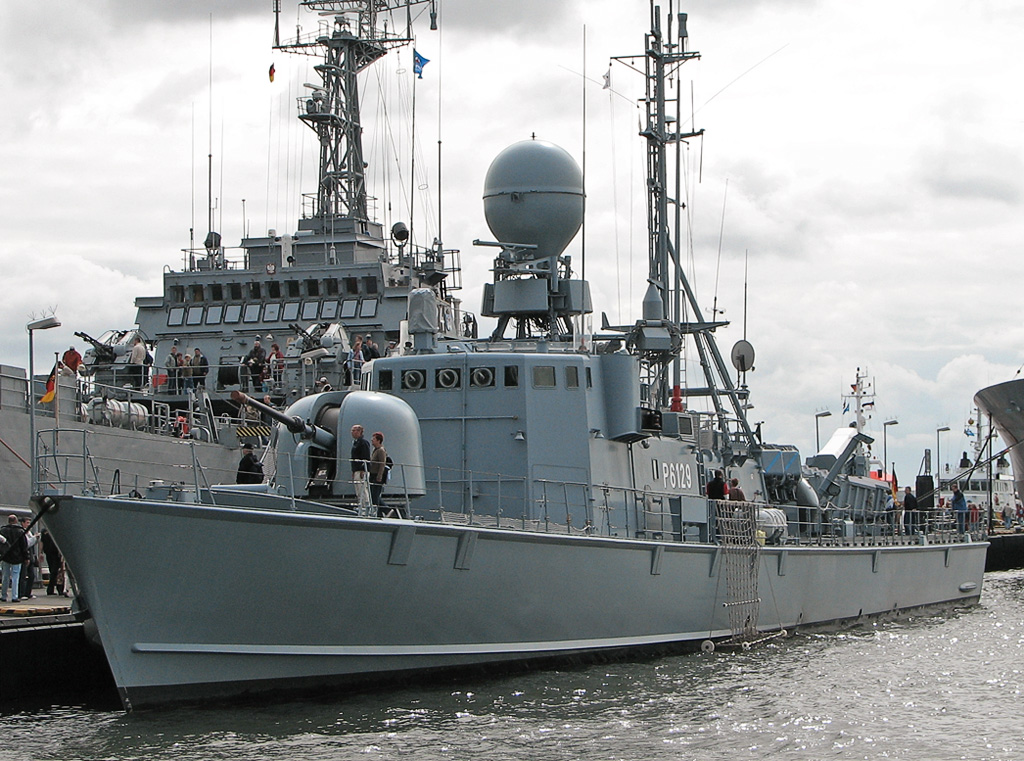
Lớp tàu tiến công nhanh Gepard của lực lượng hải quân Đức

Tàu chiến tiến công nhanh là loại tàu chiến nhỏ, di chuyển nhanh và linh hoạt có nhiệm vụ tấn công chớp nhoáng vào các chiến hạm lớn. Tùy thuộc vào vũ khí được trang bị để tiến công, tàu chiến tiến công nhanh có thể chia thành các loại tàu ngư lôi và tàu tên lửa. Hiện tại, các tàu chiến tiến công nhanh thường được trang bị tên lửa chống tàu, nên có khả năng tấn công rất lớn.
Thủy tổ của loại tàu chiến tiến công nhanh là kiểu tàu ngư lôi mà đại biểu là MAS của Hải quân Ý trong Chiến tranh thế giới thứ nhất.
Trong Chiến tranh thế giới thứ hai, hầu hết hải quân các nước đều được trang bị tàu ngư lôi. Thời kỳ này, để tấn công các chiến hạm lớn, các tàu tuần tiễu hoạt động gần bờ hoặc ven đảo đã được trọng dụng. Đặc công Hải quân Đế quốc Nhật Bản sử dụng các tàu chiến nhỏ hoặc xuồng máy tốc độ cao.
Sau Chiến tranh thế giới thứ hai, radar phát triển gây khó khăn cho các tàu ngư lôi tiếp cận. Vì thế, tàu ngư lôi không còn được hải quân Hoa Kỳ chế tạo thêm. Thay vào đó, họ phát triển loại tàu tên lửa đối hạm. Trong Sự kiện Elath (Chiến tranh Trung Đông thứ ba), loại tàu tên lửa đã chứng tỏ tính ưu việt, nên từ đó được phát triển mạnh.
So với việc chế tạo một số loại tàu chiến khác, tàu tên lửa có chi phí chế tạo tương đối thấp, nên cả hải quân của những nước lớn lẫn hải quân của các nước nhỏ đều cố gắng trang bị loại tàu này. Nhiều lớp tàu chiến tiến công nhanh được phát triển dựa trên kỹ thuật tàu hai thân xuyên sóng hoặc tàu cánh ngầm cho phép di chuyển với tốc độ cao và tương đối ổn định.